# Boksning under sommer-OL 1920
Boksning under Sommer-OL 1920 i Antwerpen blev afviklet fra den 21. til den 23. august. Boksning var for tredje gang på det olympiske program, og der stillede et rekordstort antal boksere op til konkurrencen. Der deltog 116 boksere fra 12 nationer. Der blev i den olympiske bokseturnering bokset i de otte klassiske vægtklasser. 

## Danske deltagere
Danmark stillede med i alt 12 deltagere. Danmark opnåede tre sølvmedaljer, da Anders Petersen, Gotfred Johansen og Søren Petersen nåede finalerne.
De danske deltagere var:
- Einer Jensen (fluevægt), tabte første kamp
- Anders Petersen (fluevægt), sølvmedalje
- Nick Clausen (fjervægt), vandt første kamp, men tabte i kvartfinalen til Jack Zivic (USA)
- Hans Nielsen (fjervægt), tabte sin første kamp til James Carter (GBR)
- Gotfred Johansen (letvægt), nåede finalen, men tabte til Samuel Mosberg (USA)
- Johan Jensen (letvægt), tabte første kamp til den senere bronzevinder Clarence Newton (CAN)
- Ivan Schannong (weltervægt), vandt sin første kamp, men tabte i 1/8-finalen til den senere bronzevinder Frederick Colberg (USA)
- August Suhr (weltervægt), vandt første kamp, men tabte i kvartfinalen til den senere sølvvinder Alexander Ireland (GBR)
- Martin Olsen (mellemvægt), vandt første kamp, men tabte i kvartfinalen til Hjalmar Strømme (NOR)
- Georg Kruse (mellemvægt), tabte første kamp til Marcel Rey-Golliet (FRA)
- Emil Andreasen (letsværvægt), vandt første kamp, men tabte i kvartfinalen til Hugh Brown (GBR)
- Søren Petersen (sværvægt), nåede finalen, hvor han dog tabte til Ronald Rawson (GBR)

## Medaljer efter land
| Medaljer ved sommer-OL 1920 pr. land | Medaljer ved sommer-OL 1920 pr. land | Medaljer ved sommer-OL 1920 pr. land | Medaljer ved sommer-OL 1920 pr. land | Medaljer ved sommer-OL 1920 pr. land | Medaljer ved sommer-OL 1920 pr. land |
| ------------------------------------ | ------------------------------------ | ------------------------------------ | ------------------------------------ | ------------------------------------ | ------------------------------------ |
| Nr.                                  | Land                                 | 1                                    | 2                                    | 3                                    | Total                                |
| 1                                    | USA                                  | 3                                    | 0                                    | 1                                    | 4                                    |
| 2                                    | Storbritannien                       | 2                                    | 1                                    | 3                                    | 6                                    |
| 3                                    | Canada                               | 1                                    | 2                                    | 2                                    | 5                                    |
| 4                                    | Frankrig                             | 1                                    | 1                                    | 1                                    | 3                                    |
| 5                                    | Sydafrika                            | 1                                    | 0                                    | 0                                    | 1                                    |
| 6                                    | Danmark                              | 0                                    | 3                                    | 0                                    | 3                                    |
| 7                                    | Norge                                | 0                                    | 1                                    | 0                                    | 1                                    |
| 8                                    | Italien                              | 0                                    | 0                                    | 1                                    | 1                                    |

## Fluevægt
| Medalje | Land           | Bokser              |
| ------- | -------------- | ------------------- |
| Guld    | USA            | Frankie Genaro      |
| Sølv    | Danmark        | Anders Petersen     |
| Bronze  | Storbritannien | William Cuthbertson |

## Bantamvægt
| Medalje | Land           | Bokser          |
| ------- | -------------- | --------------- |
| Guld    | Sydafrika      | Clarence Walker |
| Sølv    | Canada         | Clifford Graham |
| Bronze  | Storbritannien | George McKenzie |

## Fjervægt
| Medalje | Land     | Bokser          |
| ------- | -------- | --------------- |
| Guld    | Frankrig | Paul Fritsch    |
| Sølv    | Frankrig | Jean Gachet     |
| Bronze  | Italien  | Edoardo Garzena |

## Letvægt
| Medalje | Land    | Udøver           |
| ------- | ------- | ---------------- |
| Guld    | USA     | Samuel Mosberg   |
| Sølv    | Danmark | Gotfred Johansen |
| Bronze  | Canada  | Clarence Newton  |

## Weltervægt
| Medalje | Land           | Bokser            |
| ------- | -------------- | ----------------- |
| Guld    | Canada         | Bert Schneider    |
| Sølv    | Storbritannien | Alexander Ireland |
| Bronze  | USA            | Frederick Colberg |

## Mellemvægt
| Medalje | Land           | Bokser             |
| ------- | -------------- | ------------------ |
| Guld    | Storbritannien | Harry Mallin       |
| Sølv    | Canada         | Georges Prud'Homme |
| Bronze  | Canada         | Moe Herscovitch    |

## Letsværvægt
| Medalje | Land           | Bokser         |
| ------- | -------------- | -------------- |
| Guld    | USA            | Eddie Eagan    |
| Sølv    | Norge          | Sverre Sørsdal |
| Bronze  | Storbritannien | Harold Franks  |

Der deltog 11 boksere fra seks nationer i letsværvægt.

### Resultater
| 1/8-finaler                  | 1/8-finaler |  |           | Kvartfinaler | Kvartfinaler |  |  | Semifinaler | Semifinaler |  |            | Finale     | Finale |
|                              |             |  |           |              |              |  |  |             |             |  |            |            |        |
| USA Eddie Eagan              | —           |  |           |              |              |  |  |             |             |  |            |            |        |
| Bye                          | —           |  |           | Eagan        | W            |  |  |             |             |  |            |            |        |
| Sydafrika Thomas Holdstock   | W           |  | Holdstock | L            |              |  |  |             |             |  |            |            |        |
| Norge Johan Clementz         | L           |  |           |              |              |  |  | Eagan       | W           |  |            |            |        |
| Storbritannien Harold Franks | —           |  |           |              |              |  |  | Franks      | L           |  |            |            |        |
| Bye                          | —           |  |           | Franks       | W            |  |  |             |             |  |            |            |        |
| Frankrig Louis Piochelle     | —           |  | Piochelle | L            |              |  |  |             |             |  |            |            |        |
| Bye                          | —           |  |           |              |              |  |  |             |             |  |            | Eagan      | W      |
| Storbritannien Hugh Brown    | —           |  |           |              |              |  |  |             |             |  |            | Sørsdal    | L      |
| Bye                          | —           |  |           | Brown        | W            |  |  |             |             |  |            |            |        |
| Danmark Emil Andreasen       | —           |  | Andreasen | L            |              |  |  |             |             |  |            |            |        |
| Bye                          | —           |  |           |              |              |  |  | Brown       | L           |  | Bronzekamp | Bronzekamp |        |
| Norge Sverre Sørsdal         | W           |  |           |              |              |  |  | Sørsdal     | W           |  |            |            |        |
| Frankrig René Darbou         | L           |  |           | Sørsdal      | W            |  |  |             |             |  | Franks     | W          |        |
| USA Edwin Schell             | W           |  | Schell    | L            |              |  |  |             |             |  | Brown      | L          |        |
| Sydafrika Jim MacGregor      | L           |  |           |              |              |  |  |             |             |  |            |            |        |

## Sværvægt
| Medalje | Land           | Bokser         |
| ------- | -------------- | -------------- |
| Guld    | Storbritannien | Ronald Rawson  |
| Sølv    | Danmark        | Søren Petersen |
| Bronze  | Frankrig       | Xavier Eluère  |